# さまぁ〜ずのちょっとだけ変えてみよう!
『さまぁ〜ずのちょっとだけ変えてみよう!』（さまぁ〜ずのちょっとだけかえてみよう!）は、日本テレビ系列で不定期に放送されていた特別番組。さまぁ〜ずの冠番組。

## 主な出演者

### MC
- さまぁ〜ず
  - 三村マサカズ
  - 大竹一樹

### ゲスト

#### 第3回
- 橋本大二郎
- ホラン千秋
- 光浦靖子
- 石原良純

## 主なスタッフ
2015年3月31日時点
- 構成：山谷隆、大谷祐一、石田雄二郎
- ナレーター：三村ロンド
- TM：木村博靖
- TD：牛山敏彦
- SW：荻野高康、後村武
- カメラ：大庭茂嗣、山内剛
- 調整：天内理絵、渡邊佳寛
- 音声：高木哲郎
- 照明：加藤恵介
- モニター：太田和明
- 技術協力：NiTRO、インターナショナルクリエイティブ
- アートプロデューサー：大川明子
- 美術デザイン：田澤奈津美
- 大道具：永瀬雅彦
- 小道具：伊沢英樹
- 電飾：二階堂哲也
- アクリル装飾：松本健
- メイク：奥松かつら
- 美術協力：日本テレビアート
- 音効：堺慶史郎
- ECG：宮前芳恵
- TK：毛利弘子
- 編集：反畑弘一（オムニバス・ジャパン）
- MA：塚本啓介（オムニバス・ジャパン）
- AD：滝本秀和、山下奈々、石山裕一朗、佐々木健太、松原翔吾、安田純奈
- 制作進行：浜田和宏
- AP：山口絵梨香
- デスク：高桑繭子
- ディレクター：畠山俊一、恵面亮介、吉村彰人、日野力、青山純也／武井正弘、木村光一、鍋田拓朗、岩山高彦、加藤宏実
- 演出：三浦伸介
- プロデューサー：吉田尚代、宇佐美友教、竹下美佐
- チーフプロデューサー：森實陽三
- 制作協力：日企
- 製作著作：日本テレビ

歴代のスタッフ

## 放送時間
第1回
- 2014年4月9日（水曜）23:59 - 24:54（JST）

第2回
- 2014年8月3日（日曜）13:15 - 14:15（JST）

第3回
- 2015年3月31日（火曜）21:30 - 22:54（JST）